# Juliana de Nicomédia

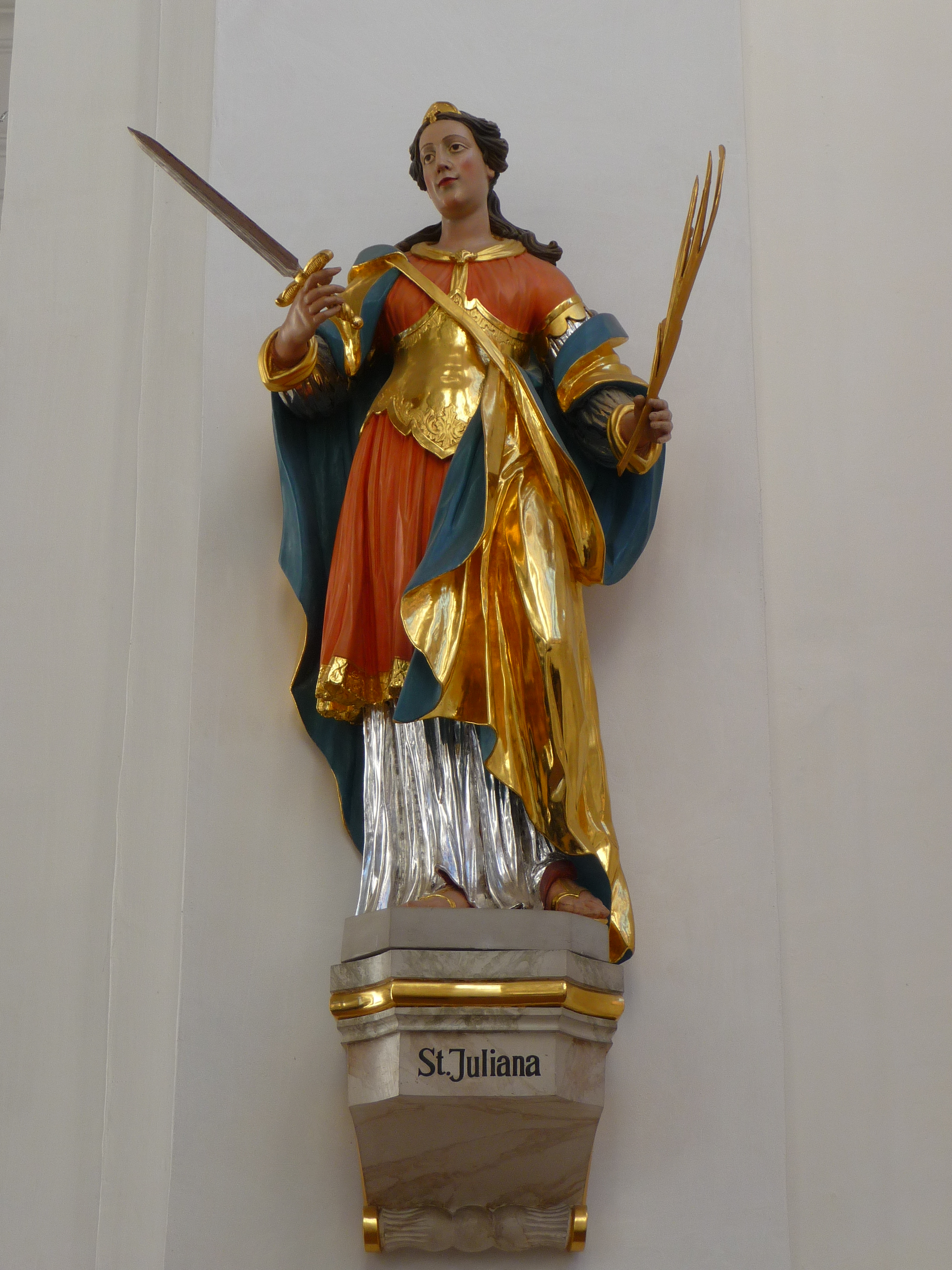
Estátua de Santa Juliana na igreja jesuíta em Heidelberg, Alemanha

Diz-se que Santa Juliana de Nicomédia (em grego: Ίουλιανή Νικομηδείας) sofreu o martírio cristão em 304. Foi durante a perseguição de Diocleciano. Ela era popular na Idade Média, especialmente na Holanda, como padroeira das doenças.

## Contexto histórico
Listada entre os santos das igrejas Latina e Grega está uma mártir chamada Juliana. O aviso histórico mais antigo sobre ela encontra-se no Martyrologium Hieronymianum de 16 de fevereiro, sendo seu local de nascimento indicado como Cumae na Campânia ( In Campania Cumbas, natale Julianae ).
A referência só se encontra no corpo do manuscrito do referido martirológio (o Codex Epternacensis). No entanto, parece que o relato é autêntico, proveniente de uma carta de São Gregório Magno, que confirma uma veneração especial de Santa Juliana no bairro de Nápoles. Uma piedosa matrona, Januária, havia construído uma igreja em uma de suas propriedades. Para consagrá-lo, ela queria relíquias (santuários: itens que teriam entrado em contato com os túmulos) dos Santos Severino e Juliana. O Papa Gregório escreveu a Fortunato II, bispo de Nápoles, instruindo-o a aceder aos desejos de Januária. Sua vida está listada na Bibliotheca Hagiographica Graeca (BHG) 963 e na Bibliotheca Hagiographica Latina (BHL) 4522–4527.

## A lenda
Os detalhes de sua biografia não são claros. Quanto valor histórico há nos Atos de Santa Juliana encontrados no “Martyrologium” de Beda?. Segundo este relato, Santa Juliana nasceu em Nicomédia. Ela era filha de um ilustre pagão chamado Africanus. Quando criança foi prometida ao senador Elêusio, um dos conselheiros do imperador. Seu pai era hostil aos cristãos. Secretamente, Juliana foi batizada como cristã. Quando se aproximou a hora do casamento, Juliana recusou-se a se casar. Seu pai a incentivou a não romper o noivado, mas quando ela se recusou a obedecê-lo, ele a entregou ao governador, seu ex-noivo. Elêusio pediu novamente Juliana em casamento, mas ela recusou.
Juliana foi decapitada após sofrer tortura em 304, durante a perseguição de Maximiano. Diz-se que sua tortura incluiu ser parcialmente queimada em chamas e mergulhada em uma panela de óleo fervente. Finalmente foi decapitada. Junto com Juliana, outra cristã chamada Santa Bárbara sofreu o martírio, para ser igualmente venerada como santa.
Logo depois, uma nobre senhora chamada Sefônia passou por Nicomédia. Ela levou consigo o corpo da santa para a Itália para ser sepultado na Campânia. Parece que esta pode ter sido a razão pela qual a tradição de outra mártir Juliana, homenageada em Nicomédia, se confundiu com a de Santa Juliana de Cumas aqui detalhada. Eles eram pessoas bastante distintas.

## Narrativa alternativa
Os pais de Juliana eram pagãos. Queriam desposá-la com Elêusio, um oficial proeminente de Antioquia, mas Juliana resistiu fortemente que seus pais não esperavam. Até então era uma filha obediente, e nunca havia se oposto a eles.
Diz-se que a dignidade de Elêusio ficou gravemente abalada, e fez perguntas. Ele descobriu que Juliana havia se convertido ao cristianismo, sem o conhecimento de nenhum dos pais. Elêusio a acusou perante o governador romano, levando-a à prisão. Enquanto estava na prisão, continuaram os esforços para tornar Juliana a esposa de Elêusio, para salvá-la da execução. Contudo, ela evidentemente preferiu morrer a tomar um pagão como marido. De acordo com esta conta, Elêusio, cheio de amargura e sob ordens do governador romano, açoitou-a impiedosamente. Depois disso, ele queimou o rosto dela com um ferro aquecido e disse: “Vá agora até o espelho para ver sua beleza”. A isso, Juliana teria respondido com um leve sorriso: “Na ressurreição dos justos, não haverá queimaduras e feridas, mas apenas a alma. Então, Elêusio, prefiro ter agora as feridas do corpo que são temporárias, em vez de feridas da alma que torturam eternamente." Juliana acabou sendo decapitada.
Segundo esse relato, Elêusio foi mais tarde comido por um leão após naufrágio em uma ilha desconhecida.

## História posterior

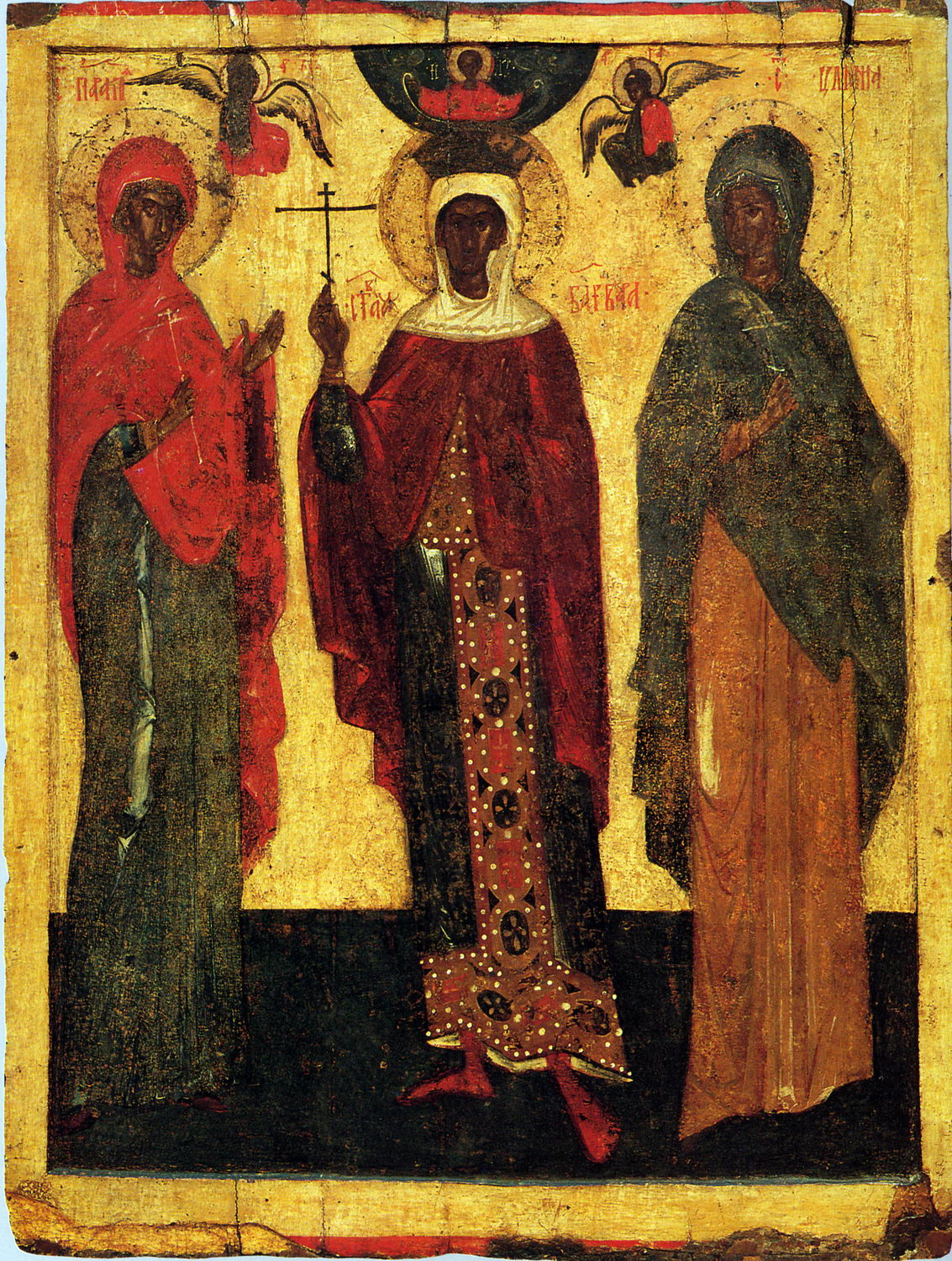
Um ícone representando os Santos Paraskevi de Icônio, Bárbara e Juliana.

A devoção a Santa Juliana de Nicomédia generalizou-se, especialmente na Holanda. Ela ficou conhecida como a padroeira dos enfermos.
No início do século XIII, os restos mortais de Juliana foram transferidos para Nápoles. Um relato contemporâneo deste evento sobreviveu até os dias atuais.

## Veneração
A santa é comemorado na Igreja Católica no dia 16 de fevereiro e na Igreja Ortodoxa Grega no dia 21 de dezembro.
Como seus Atos detalham que ela lutou com Satanás, ela é frequentemente retratada com um demônio alado liderado por uma corrente. Em outros lugares ela é retratada sofrendo diversas torturas ou lutando contra um dragão.
Santa Juliana é tema de um poema anglo-saxão, atribuído a Cynewulf no século VIII. Digno de nota é um extenso diálogo entre Juliana e o demônio que ela suprimiu.